# Камбіс II
Камбіс II — перський цар і давньоєгипетський фараон з династії Ахеменідів. Був старшим сином Кіра Великого. Про царювання Камбіса відомо з розповідей грецьких істориків та за єгипетськими написами, що належать до часу завоювання Єгипту персами.

## Життєпис

### Початок правління
Після захоплення Вавилона, Кір посадив свого сина Камбіса там на царство. Коронація Камбіса відбулась 4 нісана (1 квітня) 538 року до н. е. за традиційним давнім ритуалом, у свято «Нового року», з дотриманням усіх формальностей (владу Камбіс отримував «з рук Мардука»). Після сходження Камбіса на престол з'явились документи, що містять імена як Камбіса, так і його батька, іноді разом, але це тривало лише вісім місяців; вже у грудні залишилось тільки ім'я Кіра. Від 4-го року правління Кіра у Вавилоні дотепер зберігся документ, в якому Камбіс просто названий царевичем і власником капіталу, що зберігався у вавилонському банку Егібі; справи свої він вів через повіреного, отже, міг і не жити сам у Вавилоні.
Як зазначав Геродот, Кір, вирушаючи до фатального для себе походу, він зробив своїм співправителем Камбіса, старшого сина від цариці Кассандани, дочки Фарнаспа з Ахеменідського роду. Після загибелі батька у битві з массагетами у липні 530 року до н. е. Камбіс зайняв перський престол. Під час його сходження на трон у країні почалась смута. Окремі країни й народи, завойовані Кіром, але економічно дуже мало пов'язані з Персією, не увійшли ще органічно до складу Перської держави. Вони пам'ятали про свою колишню незалежність і, природно, скористалися смертю завойовника та повстали, щоб повернути собі свою свободу. Можливо, що до тих повстань був причетний і другий син Кіра, якого у  Бегістунському написі названо Бардією, а у праці Геродота — Смердісом. За Ктесієм він був правителем Бактрії і, цілком імовірно, міг підбурити східні народи проти свого брата. За словами Ксенофонта, після загибелі Кіра «негайно почався розбрат між його дітьми, відокремились міста й люди, й усе змінилось на гірше».
Камбісу довелось витратити багато зусиль, придушуючи повстання. Очевидно, для того, щоб зміцнити своє становище як повновладного царя Перської держави, Камбіс убив свого брата Бардію, причому, народу про вбивство не повідомляли. Імовірно, що смерть Бардії, який мав певні чесноти й популярність серед людей, залишалась таємницею навіть для більшості наближених і рідних царя. Геродот повідомляв, що Бардія (Смердіс) брав участь у єгипетському поході та був відряджений з Єгипту до Суз спочатку за підозрою, а потім був потай убитий підісланим вбивцею, але Бегістунський напис ясно каже, що вбивство сталось ще до єгипетського походу.

### Підкорення Єгипту

Держава Ахеменідів

Подібно до свого батька, Камбіс прагнув застосовувати поряд із військовими заходами заходи дипломатичні. Зосередивши до весни 525 року до н. е. свої війська у Палестині, Камбіс уклав угоду з арабськими кочівниками, які контролювали шляхи, що вели через Синайську пустелю до кордонів Єгипту. Завдяки цьому він забезпечив свою армію запасами питної води, яку доставляли йому верблюдами. На морі перси не мали свого флоту, але максимально використовували фінікійські кораблі. До того ж Камбіс уклав союз з тираном острова Самос Полікратом. Останній відрядив на допомогу Камбісу 40 кораблів. Щоравда, та ескадра не прибула до місця військових дій, оскільки Полікрат включив до неї осіб, яких він вважав за потрібне прибрати з острова, й ті повернулись, щоб повалити свого тирана. Кіпріоти теж перейшли на бік Камбіса й підтримали його своїми кораблями.
Грецькі найманці були в обох таборах. Ватажок греків, що перебували на єгипетській службі, галікарнасець Фанес, який мав значний авторитет серед найманців, будучи освіченим в усіх єгипетських справах, зрадив фараону Яхмосу та втік до Камбіса, доставивши персам цінні відомості про військові приготування єгиптян. Ще більш цінним для перського царя було невдоволення значної кількості єгиптян правлінням фараона. Стан справ для Єгипту ускладнився ще й смертю енергійного Яхмоса, який залишив престол своєму сину Псамметіху III.
Пройшовши Синайською пустелею, перси підійшли до єгипетського кордону. У поході Камбіса супроводжували колишній лідійський цар Крез і Сілосон, брат Полікрата Самоського.
Єгипетська армія чекала на перське військо біля Пелусія. Там у травні 525 року до н. е. й відбулась вирішальна битва за Єгипет. Під час кровопролитного бою загинуло багато воїнів, як з єгипетської, так і з перської сторони. Геродот, який відвідав поле бою за сімдесят років, бачив там безліч кісток убитих воїнів, звалених в окремі купи. Єгиптяни зазнали нищівної поразки й утекли до Мемфіса, де сховались за стінами міста. Взяття Пелусія, як приморського прикордонного пункту, було необхідним; імовірно, місто перебувало в облозі як із суші, так і з моря. Під Пелусієм персам вдалось зламати мужність єгипетських воїнів, тому надалі загарбники діяли майже безперешкодно.

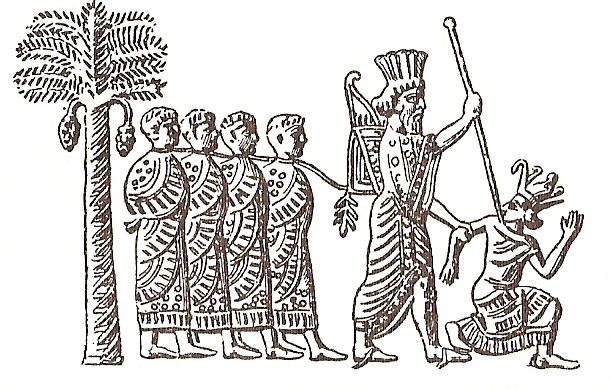
Камбіс II бере у полон єгипетського фараона Псамметіха III

Камбіс не одразу вирушив на Мемфіс, а відрядив попередньо корабель із вісником, вимагаючи здати місто. Але єгиптяни напали на корабель та потопили його, а весь його екіпаж вирізали, разом із царським посланцем. Тоді Камбіс з'явився особисто. Перси обложили місто, і єгиптяни після тривалої облоги змушені були, зрештою, здатись (імовірно, у червні 525 року до н. е.). Псамметіх III та вся його родина потрапили у полон. Дві тисячі знатних єгипетських юнаків, серед яких був і син фараона, було страчено як покарання за вбивство перського посла, але самого Псамметіха Камбіс помилував. Після взяття Мемфіса решту Єгипту, імовірно, було підкорено без значних труднощів. До кінця серпня 525 року до н. е. Камбіс офіційно був проголошений фараоном Єгипту. Він заснував нову, XXVII династію.
Побоюючись перської навали, персам добровільно підкорились деякі племена Північної Африки, що проживали на захід від Єгипту.

### На єгипетському троні
Відповідно до єгипетських джерел Камбіс діяв не як завойовник, а повторював політику свого батька Кіра під час підкорення Вавилона. Тобто, перський цар надав захопленню Єгипту характеру особистої унії, коронувався в Саїсі за єгипетськими звичаями, узявши титул «царя Єгипту, царя країн», традиційні титули фараонів й намагався не ламати старі єгипетські порядки. Камбіс продовжував політику фараонів попередньої, XXVI династії та прагнув залучити на свій бік єгиптян. На рельєфах з Єгипту він зображений у єгипетському одязі. Він брав участь у релігійних церемоніях у храмі богині Нейт у Саїсі, приносив жертви єгипетським богам і чинив їм інші знаки уваги. Щоб надати захопленню Єгипту законного характеру, створювалися легенди про народження Камбіса від шлюбу Кіра з єгипетською царівною Нітетідою, дочкою фараона Апрія. За тією версією перський царський дім є не менше, якщо не більше, законним, ніж останні саїські царі. Таким чином, Камбіс підкорив Єгипет як законний спадкоємець, що забрав свої володіння з рук узурпатора Яхмоса та його сина Псамметіха III.
Відразу після захоплення Єгипту Камбіс наказав усім своїм воїнам припинити грабежі, залишити храмові території й відшкодував заподіяні святилищам збитки. Він надав єгиптянам свободу у релігійному та приватному житті. Єгиптяни, як і представники інших народів, продовжували займати свої посади у державному апараті й передавали їх у спадок. Юридичні й адміністративні документи часів правління Камбіса свідчать про те, що перші кроки перського панування не завдали значної шкоди економічному життю країни.
Натомість Геродот казав, що Камбіс з'явився у Саїсі винятково для того, щоб учинити наругу над мумією Яхмоса. У зв'язку з цим описуються й інші звірства Камбіса. Розповіді ті, з одного боку, нагадують грецькі моралістичні анекдоти про тлінність усього земного і твердість у перенесенні нещасть, з іншого — єгипетські романи, що складались на честь історичних осіб і подій; їх зразком можуть слугувати фрагменти коптського палімпсест-роману про Камбіса, в якому він змішаний з Навуходоносором, а також, мабуть, продовження тих фрагментів у хроніці Івана Нікіуського. Згодом ціла низка руйнувань і пограбувань записувались на рахунок Камбіса. За Страбоном він спалив і Серапеум, і Мемфіс; за Плінієм — пощадив Геліополь лише через обеліски, що вразили його уяву; за Діодором — розграбував Рамессеум тощо.

### Вторгнення до царства Куш
Геродот повідомляв, що, підкоривши Єгипет, Камбіс вирішив приєднати всю відому тоді Африку, тобто Карфаген, оази й Ефіопію (Куш). Від першого довелось відмовитись, оскільки фінікійський флот не захотів піти проти одноплемінників, а перський цар не вважав за можливе наполягати, бо фінікійці приєднались до нього добровільно. Експедиція ж для завоювання оаз, що вийшла з Фів, сягнула Великої оази (Харга) та завоювала її; Там збереглись будівлі, зведені перськими царями Дарієм I та Дарієм II. Але подальше просування перських воїнів до оази Амона (Сива) завершилось катастрофою — військо було засипано піском пустелі під час пилової бурі.
Залишалось ще одне африканське царство — Куш (у Геродота Ефіопія), зі столицями в Напаті та Мерое. Камбіс вирішив підкорити і кушитів. Про той похід збереглось украй мало свідчень. Ті, що залишив Геродота, не є вільними від легендарних нашарувань і тенденцій подати кампанію як витівку божевільну і за задумом, і за виконанням. До кушитського царя Аманінатакілебте були відряджені посланці з Елефантини, які розуміли нубійську, з пропозицією підкоритись. Після отримання образливого відповіді роздратований Камбіс занадто поспішно, без достатніх приготувань, вирушив у похід уздовж Нілу (зима 524/523 року до н. е.), але, ледве подолавши п'яту частину шляху, відчув брак харчів. Однак це не зупинило завойовника. Тільки коли його військо дійшло до канібалізму, все ж довелось повернутись. Зворотним шляхом почався мор, і піски пустелі поховали під собою багато воїнів. Таким чином, похід був невдалим і мав результатом тільки протекторат над «ефіопами, прикордонними з Єгиптом», які навіть не були зобов'язані сплачувати перському царю данину, а приносили подарунки.

### Повстання в Єгипті
Цілком імовірно, що тривала відсутність Камбіса у Куші спричинила у щойно завойованому Єгипті рух, спрямований на повалення перського ярма. Камбіс, залишивши живим Псамметіха III, був готовий навіть зробити його васальним правителем Єгипту, але знищив його тільки тоді, коли той був відкрито почав підбурювати своїх колишніх підданих до бунту. Камбіс повернувся засмученим невдалим походом; заворушення єгиптян могли остаточно вивести його з рівноваги. Безсумнівно, Псамметіх III став однією з перших жертв люті Камбіса, який відтоді доручив управління Єгиптом вже не єгиптянинові, а персові Аріанді.
Очевидно, завойовницька та деспотична політика Камбіса викликала сильну опозицію в Мідії та у низці країн, що увійшли до складу Перської держави. Тому не дивно, що особливо у греко-єгипетських колах виникли перебільшені оповідання та навіть легенди про жорстокість, деспотизмі і божевілля Камбіса. Ті легенди знайшли своє яскраве відображення у працях грецьких істориків, зокрема, у книзі Геродота.

### Повстання Гаумати. Смерть Камбіса
Коли навесні 522 року до н.е. звістка з Азії про повстання та появу на перському престолі самозванця Лжебардії в Персії досягла Єгипту. Вже у місяць аяру (квітень — травень) у Вавилоні почали датувати документи його правлінням. Камбіс негайно вжив заходів для повернення додому. Перебуваючи ще в Сирії, під час свого походу додому, він, як кажуть, випадково поранився. У нього почалася гангрена, і незабаром після цього його відносно коротке правління закінчилося.
Згідно з версією подій Дарія, висіченому в скелі Бегістунському написі, царювання потрапило до рук узурпатора, мага Гаумати, який стверджував, що є другим сином Кіра, Бардієм.